# 项海帆
项海帆（1935年12月19日—），出生于上海，原籍浙江杭州，中国桥梁工程专家。1955年本科毕业于同济大学桥梁与隧道专业，1958年研究生毕业于同济大学桥梁专业。1995年当选为中国工程院院士。